# Diaphractus
Diaphractus es un género de arañas araneomorfas de la familia Gnaphosidae. Se encuentra en África austral y África oriental. 

## Lista de especies
Según The World Spider Catalog 12.0:
- Diaphractus assimilis Tullgren, 1910
- Diaphractus leipoldti Purcell, 1907
- Diaphractus muticus Lawrence, 1927